# Adam Angst
Adam Angst (читается "адам анст") — немецкая панк-рок группа из города Кёльн, в земле Северный Рейн-Вестфалия.  Образована в 2014 году. Текущий состав группы: Феликс Шенфусс (вокал), Кристиан Крузе (бас-гитара), Роман Хартманн (гитара), Йоханнс Костер (барабаны), Давид Фрингс (гитара).
С момента образования группы Adam Angst выпустила 2 студийных альбома и 5 синглов.

## История
Группа Adam Angst была образована в 2014 Феликсом Шенфуссем, после того как его группа Frau Potz приостановила свою деятельность на неопределённый срок. В качестве названия группы использовано имя выдуманного Шенфуссом персонажа, который должен олицетворять обычного человека.
|                | Eigentlich... ist er genau so wie wir. Er ist scheinheilig, er ist überheblich und tut auch noch so als wäre er dein bester Freund! |  | На самом деле... он такой же, как мы. Он лицемерен, он высокомерен и притворяется твоим лучшим другом! |  |
| Феликс Шенфусс | |  | |  |

В 2015 Adam Angst выпустили сингл «Splitter von Granaten». Все вырученные средства были отданы немецкому клубу Pro Asyl.
В феврале 2015, спустя несколько месяцев после образования, группа выпустила дебютный альбом Adam Angst. Альбом был выпущен под лейблом Grand Hotel van Cleef.
В августе 2017 Adam Angst выпустили вместе с группой Donots сплит-LP под названием Wir werden alle sterben.
28 сентября 2018 года последовал второй альбом Neintology, который достиг 29 места в немецких чартах.

## Состав группы
- Феликс Шенфусс — вокал
- Кристиан Крузе — бас-гитара
- Роман Хартманн — гитара
- Йоханнс Костер — барабаны
- Давид Фрингс — гитара

Бывшие участники
- Тим Волльман — бас-гитара

## Дискография

### Альбомы
- 2015 — Adam Angst
- 2018 — Neintology
- 2023 — twist

### Синглы
- 2014 — Ja, ja ich weiß
- 2015 — Jesus Christus
- 2015 — Splitter von Granaten
- 2018 — Alexa
- 2018 — Alle spreche Deutsch
- 2023 — Die Lösung für deine Probleme
- 2023 — Wir sind zusammen
- 2023 — Unter meinem Fenster